# Nunue
Nunue es una comuna asociada de la comuna francesa de Bora-Bora  que está situada en la subdivisión de Islas de Sotavento, de la colectividad de ultramar de Polinesia Francesa.

## Composición
La comuna asociada de Nunue comprende una fracción de la isla de Bora Bora y los seis motus más próximos a dicha fracción.
| Comuna asociada de Nunue |                  |                  |                    |
| Atolón                   | Población (2012) | Superficie (km²) | Densidad (hab/km²) |
| Bora Bora (fracción)     | 5198             | -                | -                  |
| Islotes                  | Población (2012) | Superficie (km²) | Densidad (hab/km²) |
| Ahuna                    | -                | -                | -                  |
| Pitiuu Tai               | -                | -                | -                  |
| Pitiuu Uta               | -                | -                | -                  |
| Tapu                     | -                | -                | -                  |
| Tevairoa (fracción)      | -                | -                | -                  |
| Toopua                   | -                | -                | -                  |
| Toopua Iti               | -                | -                | -                  |

## Demografía
| Gráfica de evolución demográfica de Nunue entre 1977 y 2012 |
|                                                             |

Fuente: Insee